# Roslags västra kontrakt
Rosslags västra kontrakt var ett kontrakt inom Svenska kyrkan i Stockholms stift. Det upphörde 31 december 1961.

## Administrativ historik
Före 1 juli 1942 tillhörde kontraktet Uppsala stift för att då övergå till Stockholms stift. Huvuddelen av församlingarna överfördes vid upplösningen till Birka kontrakt. Kontraktet omfattade
- Sollentuna församling
- Eds församling
- Vallentuna församling
- Riddarholmens församling som redan 1807 uppgick i Storkyrkoförsamlingen
- Bromma församling överförd 1 juli 1942 till Stockholms kontrakt
- Sundbybergs församling bildad 1909 och som vid upplösningen överfördes till Roslags kontrakt
- Spånga församling som vid upplösningen överfördes till Bromma kontrakt
- Järfälla församling
- Fresta församling
- Hammarby församling
- Vada församling
- Angarns församling
- Össeby-Garns församling som bildats 1838 av Össeby och Garns församlingar

1952 tillförde från Seminghundra och Ärlinghundra kontrakt
- Frösunda församling
- Kårsta församling
- Markims församling
- Orkesta församling

## Kontraktsprostar
| Ämbetstid | Namn        | Levnadstid | Kommentarer                         |
| --------- | ----------- | ---------- | ----------------------------------- |
| 1944–1961 | Sven Vängby | 1897–      | Kyrkoherde i Vallentuna församling. |